# Castel Rocchero
Castel Rocchero (Castel Roché in piemontese) è un comune italiano di 345 abitanti della provincia di Asti in Piemonte.

## Storia

### Simboli
Lo stemma e il gonfalone sono stati concessi con decreto del presidente della Repubblica del 28 settembre 1959.
Il gonfalone è un drappo di bianco.

## Società

### Evoluzione demografica
La popolazione residente è dimezzata negli ultimi cento anni, a partire dal 1921.
Abitanti censiti

## Amministrazione
Di seguito è presentata una tabella relativa alle amministrazioni che si sono succedute in questo comune.
| Periodo         | Periodo         | Primo cittadino  | Partito                                  | Carica  | Note  |
| --------------- | --------------- | ---------------- | ---------------------------------------- | ------- | ----- |
| 10 giugno 1985  | 28 maggio 1990  | Piero Bo         | Democrazia Cristiana                     | Sindaco | [ 6 ] |
| 28 maggio 1990  | 12 ottobre 1993 | Piero Bo         | Democrazia Cristiana                     | Sindaco | [ 6 ] |
| 20 ottobre 1993 | 24 aprile 1995  | Ameglia Boido    | lista civica                             | Sindaco | [ 6 ] |
| 24 aprile 1995  | 14 giugno 1999  | Ameglia Boido    | centro                                   | Sindaco | [ 6 ] |
| 14 giugno 1999  | 14 giugno 2004  | Ameglia Boido    | lista civica                             | Sindaco | [ 6 ] |
| 14 giugno 2004  | 7 giugno 2009   | Benito Marchelli | lista civica                             | Sindaco | [ 6 ] |
| 8 giugno 2009   | 26 maggio 2014  | Luigi Iuppa      | lista civica                             | Sindaco | [ 6 ] |
| 26 maggio 2014  | 10 giugno 2024  | Luigi Iuppa      | lista civica Profilo paese               | Sindaco | [ 6 ] |
| 10 giugno 2024  | in carica       | Matteo Menotti   | lista civica Il Futuro è Castel Rocchero | Sindaco | [ 6 ] |